# Garde (Espanha)
Garde é um município da Espanha na província e comunidade foral (autónoma) de Navarra. Tem 43,59 km² de área e em 2021 tinha 137 habitantes (densidade: 3,1 hab./km²).

## Demografia
| Variação demográfica do município entre 1991 e 2004 | Variação demográfica do município entre 1991 e 2004 | Variação demográfica do município entre 1991 e 2004 | Variação demográfica do município entre 1991 e 2004 |
| --------------------------------------------------- | --------------------------------------------------- | --------------------------------------------------- | --------------------------------------------------- |
| 1991                                                | 1996                                                | 2001                                                | 2004                                                |
| 217                                                 | 201                                                 | 189                                                 | 180                                                 |